# Saison 2008 des Mariners de Seattle
La saison 2008 des Mariners de Seattle est la 32e saison en Ligue majeure de baseball pour cette franchise.

## La saison régulière

### Classement
| Ligue américaine (Division Ouest) | V   | D   | %     | GB   |
| --------------------------------- | --- | --- | ----- | ---- |
| Angels d'Anaheim                  | 100 | 62  | 0.617 | --   |
| Rangers du Texas                  | 79  | 83  | 0.488 | 21.0 |
| Athletics d'Oakland               | 75  | 86  | 0.466 | 24.5 |
| Mariners de Seattle               | 61  | 101 | 0.377 | 39.0 |

## Statistiques individuelles

### Batteurs
Note: J = matches joués, AB = passage au bâton, H = coup sûr, Avg. = moyenne au bâton, HR = coup de circuit, RBI = point produit
| Joueur | J | AB | H | Avg. | HR | RBI |
| ------ | - | -- | - | ---- | -- | --- |

### Lanceurs partants
Note: J = matches joués, IP = manches lancées, V = victoires, D = défaites, ERA = moyenne de points mérités, SO = retraits sur prises
| Joueur | J | IP | V | D | ERA | SO |
| ------ | - | -- | - | - | --- | -- |

### Lanceurs de relève
Note: J = matches joués, SV = sauvetages, V = victoires, D = défaites, ERA = moyenne de points mérités, SO = retraits sur prises
| Joueur | J | SV | V | D | ERA | SO |
| ------ | - | -- | - | - | --- | -- |